# Edikt o izgonu
Edikt o izgonu je bil kraljevi odlok o izgonu vseh Judov iz Kraljevine Anglije, ki ga je izdal Edvard I. 18. julija 1290. Njegov odlok je bil prvi, ki je kakšni evropski državi  trajno prepovedal njihovo prisotnost. Datum izdaje verjetno ni bil izbran naključno. Po judovskem koledarju je bil to deveti dan aba, judovski sveti dan, ki obeležuje uničenje Jeruzalema in druge nesreče, ki jih je doživelo judovstvo. Edvard  je šerifom vseh okrožij ukazal, da morajo Jude izgnati pred Dnevom vseh svetih (1. november) tistega leta. 
Judom je bilo dovoljeno zapustiti Anglijo z gotovino in osebnim premoženjem, neporavnane dolgove, domove in druge zgradbe, vključno s sinagogami in pokopališči, pa je zasegel kralj. Med njihovim odhodom ni bilo na kopnem zabeleženih nobenih napadov, na morju pa so se dogajali piratski napadi in brodolomi zaradi nevihtnega vremena v jesenskem času, v katerih je bilo veliko ljudi ubitih ali so se utopili. Iz osebnih imen judovskih beguncev je razvidno, da so se naselili v Parizu in drugih delih Francije, pa tudi v Italiji, Španiji in Nemčiji. Dokumente, ki jih je anglo-judovska diaspora odnesla v tujino, so našli vse do Kaira. Judovsko premoženje je bilo prodano v korist krone, kraljice Eleonore Kastiljske in izbranih posameznikov. 
Edikt ni bil osamljen incident, temveč vrhunec naraščajočega antisemitizma v Angliji. V času vladavine Henrika III. in Edvarda I. so nasprotniki krone, kasneje pa Edvard in država sama, uporabljali protijudovske predsodke kot politično orodje. Edvard je protijudovske ukrepe sprejel, da bi si pripisal zasluge za izgon in se prikazal kot zaščitnik kristjanov pred Judi, za kar so se ga spominjali in ga hvalili tudi po smrti. Izgon je imel trajen učinek vgradnje antisemitizma v angleško kulturo, zlasti v srednjem veku in zgodnjem novem veku. Antisemitska prepričanja so vključevala hvalo, da je Anglija edinstvena, ker v njej ni Judov, in da so Angleži izpodrinili Jude kot izbrano božje ljudstvo. Edikt o izgonu je ostal v veljavi do konca srednjega veka. Razveljavljen je bil več kot 365 let pozneje med protektoratom, ko je leta 1656 Oliver Cromwell neformalno dovolil ponovno naselitev Judov v Angliji. 

### Ozadje
Prve judovske skupnosti v Kraljevini Angliji so nastale  kmalu  po normanski osvojitvi leta 1066, ko so se tja preselile iz mest Viljema Osvajalca v severni Franciji. Za Jude je veljalo, da so pod neposredno jurisdikcijo in v lasti kralja,  zaradi česar so bili podvrženi njegovim muham. Monarh je lahko Jude po svoji volji obdavčil ali zaprl, ne da bi se pri tem skliceval na kar koli.  Bogatih je bilo zelo malo Judov, ti pa so lahko posojali denar z obrestmi, kar je Cerkev kristjanom prepovedovala. Posojanje denarja za obresti je veljalo za oderuštvo. Ker je kapitala za razvoj, vključno z naložbami v gradnjo samostanov in cerkva, primanjkovalo,  so imela judovska posojila pomembno gospodarsko vlogo. Posojila so bila pogosto uporabljena tudi za financiranje potrošnje, zlasti med aristokracijo.
Najvišja cerkvena oblast, Sveti sedež, je omejila mešanje Judov s kristjani in na četrtem lateranskem koncilu leta 1215 predpisala nošenje značilnih oblačil, kot so tabule ali judovske značke. V Angliji so bili ti ukrepi sprejeti na sinodi v Oxfordu leta 1222. Cerkveni voditelji so objavili prve obtožbe o obrednem žrtvovanju otrok, kot je velikonočno križanje v posmeh Kristusu. Obtožbe so se začele razvijati v zarote in okultne prakse. Kralj Henrik III. je podprl obtožbe proti Judom iz Lincolna po smrti dečka po imenu Hugh, ki je kmalu postal znan kot mali sveti Hugh. Takšne zgodbe so sovpadale z naraščanjem sovražnosti Cerkve do Judov.
Nezadovoljstvo se je še povečalo, ko je krona destabilizirala trg posojil in dolgov. Posojila so bila običajno zavarovana z obveznicami, ki so posojilodajalcu dajale pravico do dolžnikove zemljiške posesti. Obrestne mere so bile razmeroma visoke in dolžniki so večinoma zamujali s plačilom obveznosti. Odplačila in dejansko plačane obresti so postala stvar pogajanj. Judovske  zaplembe premoženja dolžnikov so bile neobičajne. Ker je krona Jude preveč obdavčila, so bili prisiljeni prodati svoje dolžniške obveznice po znižanih cenah, da bi plačali davke. Bogati dvorjani, ki so kupili obveznice po znižani ceni, so zdaj v svojem imenu in zase zahtevali zemljišča, zavarovala posojila. Ko je obdavčitev Judov postala nevzdržno visoka, je, zlasti po letu 1240,  povzročila prenos zemljiškega bogastva zadolženih vitezov in drugih, na bogate izbrance. Voditelji dolžnikov,  kot je bil  Simon de Montfort, so v jezi zaradi odvzema lastnine spodbujali antisemitsko nasilje v Londonu, kjer je umrlo 500 Judov, Worcesterju, Canterburyju in številnih drugih mestih.  V 70. in 80. letih 13. stoletja je kraljica Eleanora na ta način pridobila ogromna zemljišča in posesti, kar je povzročilo vsesplošno nezadovoljstvo in konflikt s Cerkvijo, ki je na njene pridobitve gledala kot na dobiček iz oderuštva.  Do leta 1275 je  krona zaradi obdavčitev zmanjšala bogastvo judovskih skupnosti do te mere, da so donosi iz davkov postali izredno majhni.

### Koraki k izgonu
Prvi večji korak k izgonu se je zgodil leta 1275 s Statutom o judovstvu, ki je Judom prepovedal vsako posojanje za obresti in jim dovolil zakup zemlje, kar je bilo sicer prepovedano. Pravica je bila podeljena za naslednjih 15 let, kar naj bi Judom omogočilo, da se prilagodijo. Pričakovanje je bilo na splošno nerealno, ker je bil vstop v druge poklice za Jude na splošno omejen.  Edvard I. je poskušal spreobrniti Jude tako, da jih je prisilil poslušati krščanske pridigarje.
Najprej je ukrepala Cerkev. Canterburyjski nadškof John Peckham, na primer, se je leta 1282 zavzel za zaprtje sedmih londonskih sinagog. Konec leta 1286 je papež Honorij IV. naslovil posebno pismo na nadškofa Yorka in Canterburyja, v katerem je trdil, da imajo Judje s svobodnimi stiki s kristjani slab vpliv na versko življenje v Angliji, in pozval k ukrepanju, da bi se to preprečilo. Honorijeve zahteve so bile ponovno izražene na sinodi v Exeterju.
Judje so bili tarča krize z odrezovanjem kovancev v poznih 70. letih 13. stoletja, ko je bilo več kot 300 Judov – več kot 10 % judovskega prebivalstva v Angliji – obsojenih na smrt zaradi vmešavanja v valuto. Krona je imela od zaseženega premoženja in plačila kazni s strani tistih, ki niso bili usmrčeni, velike dobičke. Zbrala je najmanj 16.500 funtov, čeprav ni jasno, kako so obubožane judovske skupnosti to lahko plačale. Edvard I. nato približno deset let ni uvedel nobenih novih obdavčitev. Zdi se, da so nekateri Judje še naprej posojali denar proti prihodnji dobavi blaga, da bi se izognili omejitvam zaradi oderuštva. Krona je imela popoln vpogled v te transakcije, ker je bilo treba dolgove zabeležiti v vladnem uradu za beleženje dolgov. Drugi so našli druge načine za nadaljevanje trgovanja, tretji pa so verjetno zapustili državo.

### Izgon Judov iz Gaskonje
Lokalni ali začasni izgoni Judov so potekali tudi v drugih delih Evrope  in redno v Angliji. Simon de Montfort, na primer,  je leta 1231 izgnal Jude iz Leicestra, Edvard I. pa je leta 1275 dovolil svoji materi Eleanori izgon Judov iz njenih dežel in mest.
Leta 1287 je bil Edvard I. v svojih francoskih provincah v vojvodini Gaskonji in se poskušal pogajati za izpustitev svojega bratranca Karla Salernskega, ki je bil v ujetništvu v Aragoniji. Na velikonočno nedeljo si je Edvard pri padcu zlomil ključnico in bil več mesecev priklenjen na posteljo. Kmalu po okrevanju je ukazal izgon lokalnih Judov iz Gaskonje. Njegova neposredna motivacija je bila morda potreba po denarju za Karlovo izpustitev, vendar številni zgodovinarji menijo, da je bilo to malo verjetno, ker je od njih zbral zelo malo denarja in še tega razdelil beraškim redom. Zgodovinarji na izgon gledajo kot na "daritev v zahvalo", da je ozdravel.
Karel Salernski je po izpustitvi leta 1289 izgnal Jude s svojih ozemelj v Mainu in Anjouju pod obtožbo, da "po naključju bivajo" skupaj s krščanskim prebivalstvom. Izgon je povezal s splošno obdavčitvijo prebivalstva kot "nadomestilo" za izgubljeni dohodek med ujetništvom.  Edvard in Karel sta se morda učila iz izkušenj drug drugega.

## Izgon
Ko se je Edvard I. leta 1289 vrnil iz Gaskonje v Anglijo, je bil globoko zadolžen.  Hkrati je propadel njegov poskus, da bi Jude spreobrnil v krščanstvo in končal njihovo pravico do posojanja denarja z obrestmi. Petnajstletno obdobje pravice do zakupa kmetij se je končalo, zbiranje velikih vsot denarja od Judov pa je bilo zaradi njihovih previsokih obdavčitev vedno težje.
14. junija 1290 je Edvard pozval predstavnike srednjih veleposestnikov, naj se 15. julija udeležijo seje parlamenta. Slednji  so pripadali skupini, ki je bila najbolj sovražna do Judov in oderuštva. 18. junija je Edvard poslal tajne ukaze šerifom mest z judovskimi prebivalci, naj zapečatijo arhive z zapisi o judovskih dolgovih. Razlog za ukaz je bil sporen in bi lahko pomenil pripravo na povečanje davkov Judom ali pripravljalni korak za izgon. Parlament se je sestal 15. Julija. Zapisov o parlamentarnih razpravah ni, zato se ne ve, ali je krona ponudila izgon Judov v zameno za glasovanje o obdavčitvi ali pa je parlament to zahteval kot koncesijo. Obe stališči sta argumentirani in zagotovo povezani. Zapisi v sodobnih kronikah in hitrost, s katero je bil izdan ukaz o izgonu Judov iz Anglije, kažejo, da je bil o tem dosežen dogovor.  Obdavčitev, ki jo je parlament odobril Edvardu, je bila zelo visoka. Vsota  116.000 funtov je bil verjetno najvišja v srednjem veku. Cerkev je v zahvalo pozneje prostovoljno privolila v plačilo davka v višini desetine svojih prihodkov.
18. julija je bil izdan Edikt o izgonu.  Besedilo edikta je izgubljeno. Po hebrejskem koledarju je bil 18. julij tega leta 9. Av (Tisha B'Av) 5050, svečan praznik, posvečen spominu na uničenje templja v Jeruzalemu. Izbira datuma objave zagotovo ni naključna. Judovski kronisti so objavo sprejeli "s strahospoštovanjem". Kralj je istega dne poslal  šerifom pisma, s katerimi jih je obvestil, da morajo vsi Judje oditi do dneva vseh svetih, 1. novembra 1290. V pismih so bile opisane tudi njihove dolžnosti.
V ediktu je bilo nekaj človečnosti, saj je prebivalstvu naročil, naj odhajajočih Judov ne "poškodujejo, jim škodijo ali žalijo". Upravnikom v pristaniščih je bilo naročeno, naj poskrbijo za varen prevoz in poceni vozovnice za revne. Za varno obnašanje do dostojanstvenikov je bilo še posebej preskrbljeno.  Premoženje, ki so ga Judje lahko vzeli s seboj, je bilo omejeno, čeprav so nekaj favoriziranim osebam dovolili pred odhodom  prodati svoje domove. Velika večina se je morala odpovedati vsem neporavnanim dolgovom, domovom in nepremičninam, vključno s sinagogami in pokopališči.
5. novembra je Edvard pisal ministru državne blagajne in podal najbolj jasno znano uradno razlago svojih dejanj. V njem je Edvard dejal, da so Judje izgubili njegovo zaupanje, ker so še naprej iskali načine za zaračunavanje obresti na posojila. Označil jih je za zločince in izdajalce ter dejal, da so bili izgnani "v čast križanemu (Jezusu)". Obresti, ki jih je bilo treba plačati na dolgove, ki jih je zasegla krona, so morale biti preklicane.

### Begunci
Število Judov v Angliji je bilo v času izgona razmeroma majhno, morda samo 2000 ljudi, čeprav se ocene razlikujejo. Desetletja pomanjkanja so povzročila, da so se številni Judje že pred tem izselili ali spreobrnili. Domneva se, da je večina Judov varno zapustila Anglijo, vendar obstajajo tudi zapisi o piratstvu, ki je povzročilo smrt več izgnanih Judov. V prvem dokumentiranem incidentu na obali Temze 10. oktobra 1290 so se kapitan ladje in mornarji izživljali nad potniki in bili zato kaznovani. Drug incident se je zgodil ob obali Essexa, v katerem so Jude oropali in umorili. Storilci so bili  na sodišču v Portsmouthu  leta 1294 pomiloščeni. Nevarno je bilo tudi jesensko morje v Rokavskem prelivu. Okoli 1300 revnih judovskih potnikov je nameravalo odpluti v Wissant pri Calaisu. Voznino je pobiral stražar londonskega Towerja: po štiri dnevne zaslužke za premožne in dva za revne. Nekaj ladij se je na morju izgubilo, druge pa so z obupanimi potniki uspele pripluti do celine.
Kam je odšla večina migrantov, ni jasno. Tistim, ki so prispeli v Francijo, je bilo sprva dovoljeno ostati v Amiensu in Carcassoneju, vendar je bilo dovoljenje kmalu preklicano. Večina je kljub temu verjetno ostala v Franciji, na kar kažejo priimki "L'Englesche" ali "L'Englois" (tj. Anglež) v Parizu, Savoji in drugod. Podobni priimki se najdejo tudi v Španiji. Za potomko angleških Judov se je štela tudi beneška družina Clerli. Judje so se verjetno naselili tudi v krajih kjer so našli anglo-judovska besedila, vključno s kraji v Nemčiji, Italiji in Španiji. Listine o lastništvu angleškega samostana so bile najdene v drvarnici  sinagoge v Kairu, kamor jih je odložil begunec iz Anglije.  Obstaja tudi zapis nekega Bonamyja iz Yorka, da se je leta 1292 v Parizu po naključju srečal s svojimi upniki.

### Zaplenjena lastnina
Po izgonu je krona zasegla judovsko lastnino in dolgove v vrednosti 20.000 funtov. Za upravitelja zaplenjene lastnine je bil decembra 1290 imenovan nek Hugh iz Kendalla. Med najvrednejše nepremičnine so spadale hiše v Londonu.  Nekaj premoženja je bilo v skupno 85 donacijah podeljenega dvorjanom, Cerkvi in krogu kraljeve družine. William Burnell je prejel posest v Oxfordu, ki jo je kasneje dal Balliol Collegeu. Krojač kraljice Eleanore je dobil sinagogo v Canterburyju. Prodaja je bila večinoma zaključena do začetka leta 1291. Zbranih je bilo okoli 2000 funtov, od katerih je bilo 100 funtov porabljenih za zasteklitev oken in okrasitev grobnice Henrika III. v Westminstrski opatiji. Zdi se, da zaseženi dolgovi v vrednosti 20.000 funtov niso bili sistematično izterjani. Med razlogi za to so bi lahko bila smrt kraljice Eleanore novembra 1290, zaskrbljenost zaradi morebitne vojne s Škotsko in poskus pridobitve politične naklonjenosti dolžnikov.

## Dogajanje po izgonu

### Prisotnost Judov v Angliji po izgonu
V Angliji je verjetno ostalo nekaj Judov, ki so se spreobrnili v krščanstvo. V času izgona je bilo v Domus Conversorum (Hiša spreobrnjencev) okoli 100 spreobrnjenih Judov. Zadnja spreobrnjenka pred letom 1290 je bila Claricia, hči Jakoba Copina, ki je umrla leta 1356. Živela je v  Exeterju, kjer je ustvarila svojo družino. Iz obdobja med izgonom leta 1290 in njihovo neformalno vrnitvijo leta 1655 je ohranjenih nekaj zapisov o Judih v Domus Conversorum do leta 1551 in po njem. Izgon verjetno ni bil v celoti izvršljiv. Leta 1376 so bile kralju podane štiri pritožbe, da so nekateri od tistih, ki trgujejo kot Langobardi, dejansko Judje.

### Propagiranje izgona
Po izgonu Judov se je Edvard I. skušal prikazati kot zaščitnik kristjanov pred domnevno kriminalnostjo Judov. Nadaljeval je svoje osebno čaščenje malega svetega Hugha iz Lincolna, otroka, katerega smrt so  lažno pripisali judovskemu obrednemu umoru. Po smrti svoje žene, kraljice Eleanore, konec leta 1290 je Edvard rekonstruiral Hughovo svetišče in vgradil kraljevi grb.  Zdi se, da je Edvard poskušal sebe in Eleanoro povezati s Hughovim kultom, kar je še pospešilo širjenje mita o njem. Druga prizadevanja za utemeljitev izgona je mogoče najti v Cerkvi, na primer v predloženi kanonizaciji Thomasa de Cantilupeja,  in v Herefordski Mappa Mundi.

## Pomen
Trajni izgon Judov iz Anglije in taktike, uporabljene pred tem, kot so poskusi prisilnega spreobračanja, na splošno veljajo za pomemben precedens in zgled za Odlok iz Alhambre iz leta 1492. Tradicionalne pripovedi o Edvardu I. so skušale zmanjšati pomen dogodka. Poudarjale so miroljubnost izgona ali umeščale njegove korenine v Edvardovo pragmatično potrebo po izvlačenju denarja iz parlamenta. Novejše študije izgon štejejo za  vrhunec politike državno sponzoriranega antisemitizma. Študije postavljajo izgon v kontekst usmrtitve Judov zaradi odrezovanja kovancev in prvih poskusov spreobračanja Judov v krščanstvo, ki jih je sponzoriralo kraljestvo. Izgon je bil prvi, ki ga je sponzorirala kakšna država.
Obstajajo dokazi, da so sodobniki Edvarda I. izgon obravnavali kot enega njegovih najvidnejših dosežkov, primerljiv z njegovimi osvajalnimi vojnami na Škotskem in v Walesu. Edvard I. naj bi z izgonom Judov zasenčil celo  faraone.
Izgon je imel trajen učinek na srednjeveško in zgodnjenovoveško angleško kulturo. Antisemitske pripovedi so se vgrajevale v idejo o Angliji kot edinstveni državi, ker ni imela Judov, in o Angležih kot izbranem Božjem ljudstvu, ki je nadomestilo Jude. Judje so postali lahka tarča literature in iger, vztrajale pa so tudi oblike, kot sta žrtvovanje otrok in skrunitev gostiteljev. Judje so se začeli v Anglijo ponovno naseljevati po letu 1656, formalna enakost pa je bila dosežena po letu 1858. Angleški antisemitizem je popustil šele v 90. letih prejšnjega stoletja. Zgodba o malem svetem Hughu se je ponavljala kot dejstvo v lokalnih vodnikih v Lincolnu še v 20. letih 20. stoletja. Približno v istem času je bila po Hughu poimenovana zasebna šola. Logotip šole, ki se je zgledoval na zgodbo, je bil spremenjen šele leta 2020.

### Opravičilo
Maja 2022 je imela anglikanska cerkev bogoslužje, ki ga je canterburyjski nadškof Justin Welby opisal kot "formalno dejanje kesanja" ob 800. obletnici sinode v Oxfordu leta 1222. Sinoda je sprejela sklop zakonov, ki so omejevali pravico Judov v Angliji, tudi sodelovanje s kristjani, kar je neposredno prispevalo k njihovemu izgonu leta 1290.